# Contea di Nyandarua
La contea di Nyandarua (in inglese: Nyandarua County) è una contea del Kenya situata nell'ex Provincia Centrale.
Nel 2007, il precedente distretto di Nyandarua era stato suddiviso in due distretti, il Distretto di Nyandarua Nord e Distretto di Nyandarua Sud, di nuovo riuniti nel 2013 per costituire l'odierna contea.